# موسیقی آوانگارد

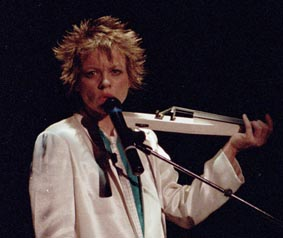
تصویر لوری اندرسون

موسیقی آوانگارد (به فرانسوی: Avant-garde music) اصطلاحی است در مورد شکلی از موسیقی که از مؤلفه‌های اصیل و منحصر به فرد یا تلفیق‌های بدیع چنان بهره می‌گیرد که پیشرو به دنبال شکستن مرزها باشد و فراتر از زمان خود تلقی شود. در دههٔ ۱۹۶۰ میلادی و اوایلِ دههٔ ۱۹۷۰ برخی از هنرمندانِ راک همچون راکسی میوزیک، کپتن بیف‌هارت، ولوت آندرگراوند و رزیدنتز عناصری از این سبک را در کارهای خود وارد کردند.
اصطلاح آوانگارد برای توصیف کار هر موزیسینی که کاملاً از سنت دور می‌شود به صورت آزادانه استفاده می‌شود. با این تعریف، برخی از آهنگسازان آوانگارد قرن بیستم عبارتند از آرنولد شونبرگ، ریچارد اشتراوس (در اولین اثر خود)، چارلز ایوز، ایگور استراوینسکی، آنتون وبرن، ادگار وارز، آلبان برگ، جرج انتایل (در اولین کارهای او فقط)، هنری کاول (در اولین آثار خود)، جان کیج، یانیس زناکیس، مورتون فلدمن، کارلهاینز اشتوکهاوزن، پائولین الیوروز، فیلیپ گلس، مریدیت مانک و لوری اندرسون.